# Parc national d'Egmont
Le parc national d'Egmont est un parc national de Nouvelle-Zélande situé au sud de New Plymouth, près de la côte ouest de l'île du Nord. 

## Toponymie
Il est nommé en honneur de la montagne qui le domine, lui-même nommé par le capitaine James Cook en honneur de John Perceval, second comte d'Egmont, le premier Lord Commissioner de l'Amirauté, qui promut le premier voyage de Cook. Son nom māori est Taranaki Maunga et devient officiel le 30 janvier 2025 ; jusque cette date le nom officiel de la montagne était « Mount Taranaki or Mount Egmont ».

## Géographie

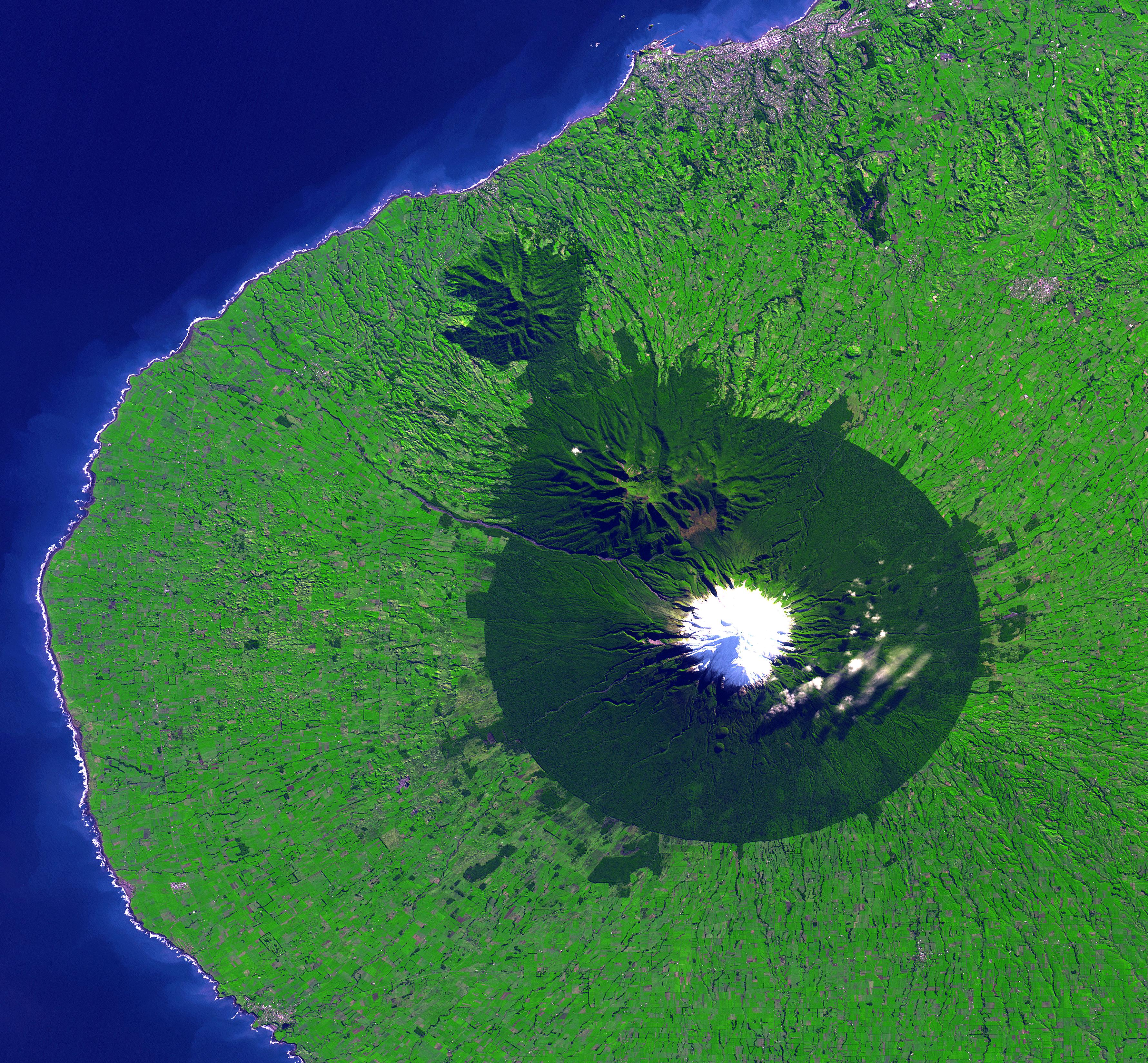
Image satellite du parc avec le Taranaki Maunga enneigé au centre.

Le parc est dominé par le volcan dormant du Taranaki Maunga. Il reçoit des précipitations en moyenne annuelle assez abondantes, essentiellement d'origine orographique parce que les vents humides de l'ouest frappent le Taranaki, ainsi que les monts Pouakai et Kaitake voisins, et sont ainsi contraints de s'élever. En altitude, les masses d'air se refroidissent et atteignent leur point de saturation, donnant ainsi des précipitations. 
En raison de ces précipitations abondantes et de la douceur du climat côtier, une forêt tempérée humide recouvre la région. Cette forêt est connue pour sa totale absence de Nothofagus (« faux-hêtres »). On y voit plutôt une forêt dominée par les rātā septentrionaux, rimu (tous les deux connus par leurs noms māori), et des plantes à fleurs. Les deux premiers sont le plus souvent vus à basse altitude, tandis que plus haut dominent les kāmahi. Plus haut encore, l'on observe les plantes de l'étage subalpin, puis une végétation éparse aux plus hautes altitudes ; ceci contraste grandement avec les environs agricoles.
Le parc est célèbre pour son aspect presque parfaitement circulaire lorsqu'il est vu du ciel ou depuis l'espace ; plusieurs photos satellites montrant le Taranaki Maunga au centre d'une verdure circulaire ; au-delà de ce cercle peuvent être observés les champs agricoles de la région.

## Histoire
Le parc est fondé en 1900.